# Sead Lipovača
Sead „Zele“ Lipovača (* 31. August 1955 in Bihać) ist ein bosnischer Sänger und Gitarrist.

## Leben und Werk
Er ist der Frontmann der Hardrock-Band Divlje jagode und einer der besten Solo-Gitarristen im ehemaligen Jugoslawien.
In Zagreb studierte er Außenhandel. Er spielte in Gruppen wie Novi Akordi,  Biseri, Selekcija und Zenit, und im April 1977 gründete er mit dem Sänger Ante Janković und dem Bassisten Nihad Jusufhodžić, die auch in der Gruppe Zenit waren, die Band Divlje jagode.
Die Gruppe Divlje jagode ist heute noch aktiv, aber in der neuen Besetzung: Zele Lipovača (Gitarre), Ante Janković (Gesang), Thomas Balaž (Schlagzeug) und Zlatan Čehić-Ćeha (Bass, Gesang).
Lipovača hat bisher mehr als 4 Millionen Alben und mindestens zehn Alben mit Divlje jagode verkauft und ein Solo-Album. Nach Zagreb kehrte er im Jahr 2000 zurück; davor lebte er in Großbritannien und Deutschland. 
Zu bekannten Hits der Gruppe zählen Motori (Motorräder), Balladen wie Krivo je more (Schuld ist das Meer), Jedina moja (Meine einzig wahre), Sarajevo ti i ja (Sarajevo du und ich) sowie die Rockversion des berühmten bosnischen Volkslied Moj dilbere, welches üblicherweise von einer Frau gesungen wird.
Divlje jagode haben einige Popularität in Großbritannien, Finnland, Italien, Amerika und Australien und den Ländern des ehemaligen Jugoslawien erzielt.